# Czubajeczka białokremowa
Czubajeczka białokremowa (Lepiota subalba Kühner ex P.D. Orton) – gatunek grzybów z rodziny pieczarkowatych (Agaricaceae).

## Systematyka i nazewnictwo
Pozycja w klasyfikacji według Index Fungorum: Lepiota, Agaricaceae, Agaricales, Agaricomycetidae, Agaricomycetes, Agaricomycotina, Basidiomycota, Fungi.
Po raz pierwszy opisali go w 1960 r. Robert Kühner i Peter Darbishire Orton na wapiennej glebie w Anglii. Synonimy:
- Lepiota albosericea J.E. Lange 1935
- Lepiota subalba Kühner 1936
- Lepiota subalba var. brunneoaurantia E. Ludw. 2012[2].

Nazwę polską zaproponował Władysław Wojewoda w 2003 r.

## Morfologia
Kapelusz
Średnica 1–3,5 cm, początkowo wypukły, potem stopniowo rozpłaszczający się, czasami z tępym garbkiem. Powierzchnia przeważnie białawokremowa, czasem na środku brudno-śmietankowa, pokryta musztardowej barwy łuskami, przeważnie stłoczonymi na środku, ale często bez łusek, u młodych osobników z białawą zasnówką na brzegu.
Blaszki
Blaszki lekko brzuchate, w liczbie 25–45, l = 5–10, białe do kremowobiałych.
Trzon
Wysokość 2–7 cm, grubość 0,2–0,5 cm, walcowaty, czasami z poszerzoną podstawą, początkowo pełny, potem pusty. Powierzchnia biała z szarymi, musztardowymi lub jasnobrązowymi łuskami, czasem z rozmytymi, koncentrycznymi strefami obejmującymi cały trzon poniżej białawego pierścienia.
Miąższ
Białawy z lekkim zapachem i posmakiem cynamonu.
Cechy mikroskopowe
Zarodniki 6,3–8,7 × 2,8–3,7 μm, Q = 1,97–2,82, w widoku z boku trójkątne, w widoku z przodu elipsoidalne do półwrzecionowatych, szkliste, gładkie, metachromatyczne, grubościenne. Podstawki 23,7–31,1 × 6,7– 7,8 μm, maczugowate, zwykle czterozarodnikowe, czasem dwuzarodnikowe. Cheilocystydy 25,7– 55,2 × 5,2–7,0 μm, wąsko maczugowate do wrzecionowatych, w KOH szkliste. Pleurocystyd brak. Skórka w kapeluszu typu trichoderma, złożona z wydłużonych strzępek o kształcie od cylindrycznego do wrzecionowatego i rozszerzonych wierzchołkach, 59,5–112 × 10,2–16 μm. Na strzępkach obecne sprzążki.

## Występowanie i siedlisko
Gatunek notowany głównie w Europie, poza nią podano nieliczne stanowiska w Ameryce Północnej i Azji Mniejszej. Gatunek rzadki. W Polsce W. Wojewoda w 2003 r. przytoczył tylko jedno stanowisko z uwagą, że częstość występowania i stopień zagrożenia nie są znane, ale w późniejszych latach podano wiele nowych stanowisk. Najbardziej aktualne stanowiska podaje internetowy atlas grzybów. Znajduje się w nim na liście gatunków zagrożonych i wartych objęcia ochroną.
Naziemny grzyb saprotroficzny występujący na próchnicznej glebie w lasach i zaroślach liściastych, rzadko w iglastych.
Jest grzybem trującym.